# Die Gefangene von Shanghai
Die Gefangene von Shanghai ist ein in China spielendes, deutsches Stummfilmdrama aus dem Jahre 1927 von Géza von Bolváry und  Augusto Genina mit Carmen Boni und Jack Trevor in den Hauptrollen. Ihren chinesischen Gegenspieler verkörpert Bernhard Goetzke.

## Handlung
Die Geschichte spielt in Schanghai zur Zeit des innerchinesischen Bürgerkrieges. Maria Sinclair, die Frau des britischen Konsuls, will gerade ihren Mann besuchen, da muss sie feststellen, dass dieser von den Chinesen verhaftet wurde. General Hai Lung, der vor Ort das Sagen hat, bietet ihr an, ihrem Mann das Leben zu schenken, wenn sie dafür versprechen würde, bei ihm, dem Chinesen, zu bleiben. Sie weist ihn zurück, und bald kommt es zu heftigen Kämpfen zwischen Chinesen und Briten. Eine englische Granate schlägt vor Ort ein und verletzt ihren Anführer schwer. Mit einem Hoch auf seine chinesische Heimat stirbt der General.

## Produktionsnotizen
Die Gefangene von Shanghai entstand im Juli und August 1927 in den UFA-Studios und passierte die Filmzensur am 8. September 1927. Der Film maß eine Länge von 1997 Metern, verteilt auf sechs Akte. Ein Jugendverbot wurde erteilt. Die Uraufführung erfolgte am 22. September 1927 in Berlins Alhambra.
Stefan Lhotka erstellte die Filmbauten, Georg C. Horsetzky übernahm die Produktionsleitung und Walter Zeiske die Aufnahmeleitung. 

## Kritik
In der Österreichischen Film-Zeitung hieß es: „Mit außerordentlichem Geschick sind die inneren Wirren Chinas mit einer interessierenden Liebeshandlung kombiniert worden. (…) Diese … ausgezeichnet gespielte Handlung (vor allem Goetzkes Asiat hatte Größe und Format)  ist umrahmt von Aufnahmen aus den chinesischen Kämpfen, marschierenden Truppen, Straßenkämpfen und flotten Demonstrationen …“.